# Museo de la Muñeca de Castillo de Aro
El Museo de la Muñeca de Castillo de Aro (en catalán Museu de la Nina de Castell d'Aro) aloja una colección monográfica de muñecas en el municipio de Castillo de Aro. El Museo está situado cerca del castillo de Benedormiens y la plaza Lluís Companys, en pleno casco antiguo.
Actualmente se están haciendo obras de remodelación y ampliación del museo que abrirá de nuevo las puertas próximamente.

## Origen del museo
El museo fue fundado en 1997, gracias a la donación inicial de la colección privada de la Sra. Josefina Teixidor, con la idea de dar a conocer la muñeca como un instrumento más de cultura de la humanidad. La colección inicial contenía unas 800 piezas, pero a lo largo de los años, y gracias a las aportaciones de particulares, algunas embajadas y casas comerciales, la colección ha ido aumentando.

## Descripción del museo
El museo se divide en dos partes. En la planta baja hay muñecas de todo el mundo, fabricadas a partir de materiales muy diversos: ropa, piel, lana, marfil, cuerno y caparazón vegetal. En este espacio, también  encontramos una serie de muñecas hechas a mano, más concretamente 254 muñecas de ganchillo, elaboradas por Isabel Muntada y cedidas al museo por la familia Grau Muntada. Además, también se pueden encontrar piezas creadas exclusivamente para coleccionistas de las marcas Barbie y D'Antón.
En la primera planta se  pueden observar una serie de muñecas más antiguas. La mayoría datan del siglo XIX y de la primera mitad del siglo XX. Esta parte de la colección, cedida por Neus Borrell, permite observar la evolución de la muñeca y de los materiales utilizados en su fabricación.